# Řád koruny (Írán)
Řád koruny (persky نشان تاج‎) bylo perské vyznamenání založené roku 1913 perským šáhem Ahmadem Šáhem z dynastie Kádžárovců. Udílen byl občanům státu i cizím státním příslušníkům.

## Historie a pravidla udílení
Řád byl založen roku 1913 (rok 1332 hidžry) šáhem Ahmadem Šáhem jako nejvyšší státní a dynastické vyznamenání. Řád po svém vzniku nahradil do té doby nejvyšší perský Řád lva a slunce. Původně byl řád udílen ve třech třídách (velký řetěz, vyznamenání a medaile). První šáh z dynastie Pahlaví na přelomu let 1938/1939 řád reformoval. Během této reformy byla změněna i barva stuhy a také se změnilo jeho postavení v rámci hierarchie perských řádů. Po íránské islámské revoluci byl v roce 1979 zrušen.
Řád byl udílen občanům Íránu i cizím státním příslušníkům za zásluhy o stát a dynastii.

## Třídy
Řád byl původně udílen ve třech třídách. Po reformě 1938/1939 byl řád udílen v šesti třídách:
- řetěz – Řádový odznak se nosil na řetězu kolem krku. Druhý odznak se nosil na široké stuze spadající z pravého ramene na protilehlý bok. Řádová hvězda se nosila nalevo na hrudi. Tato třída byla vyhrazena vysokým členům vlády a některým zahraničním politikům a vládcům.
- I. třída – Řádový odznak se nosil na široké stuze spadající z ramene na protilehlý bok. Tato třída byla udílena především členům císařského dvora, obvykle lidem velmi blízkým šáhovi, kteří kvůli svému stavu neměli právo na udělení Řádu Pahlaví.
- II. třída – Řádový odznak se nosil na úzké stuze s růžicí nalevo na hrudi. Řádová hvězda se nosila napravo na hrudi. Tato třída byla vyhrazena soudcům a významným členům vlády a vojenským důstojníkům na základě jejich zásluh o dynastii.
- III. třída – Řádový odznak se nosil na stuze kolem krku.
- IV. třída – Řádový odznak se nosil na stužce s rozetou nalevo na hrudi.
- V. třída – Řádový odznak se nosil na stužce bez rozety nalevo na hrudi.

## Insignie
Vzhled řádu byl ovlivněn francouzským Řádem čestné legie. Řádový odznak měl tvar pěticípého maltézského kříže s hroty zakončenými kuličkami. Cípy byly bíle smaltované se zeleně smaltovanými okraji. Uprostřed byl kulatý modře smaltovaný medailon se širokým zlatým okrajem. V medailonu byla vyobrazena barevně smaltovaná koruna Kiani. Ve zlatém okraji byl zeleně smaltovaný vavřinovo-dubový věnec, který byl v horní části přerušen letopočtem ١٣٣٢ (1332 od hidžry), tedy rokem založení řádu. Na zadní straně bylo vyobrazeno árijské slunce. Ke stuze byl odznak připojen pomocí přechodového prvku v podobě věnce z vavřínových a dubových větví.
Řádová hvězda byla deseticípá s cípy slouženými z různě dlouhých paprsků. Uprostřed byl položen řádový odznak.
Řádový řetěz se skládal z článků z pozlaceného stříbra, které byly tvořeny několika pětiramennými kříži smaltovanými v zelené a bílé s íránskou korunou uprostřed, které se střídaly se články v podobě zlatých štítů. Články mezi sebou byly spojeny dvojitým řetízkem. Ve středu řetězu byli dva lvi s vycházejícím sluncem v pozadí. Lvi v zadních nohách drželi korunu Kiani. K tomuto článku byl připojen řádový odznak.
Do reformy řádu na konci 30. let 20. století byla stuha modrá s úzkým pruhem zelené a bílé barvy lemující oba okraje. Poté byla stuha žlutá s úzkými pruhy modré barvy lemujícími oba okraje.